# 弗雷德·埃文斯
弗雷德·埃文斯（英語：Fred Evans，1991年2月4日—），生于卡迪夫，英国男子拳击运动员。他曾代表英国参加2012年夏季奥林匹克运动会拳击比赛，获得男子69公斤级银牌。